# Haunsheim
Haunsheim település Németországban, azon belül Bajorországban. Lakosainak száma 1642 fő (2023. december 31.). Haunsheim Lauingen és Wittislingen községekkel határos.

## Népesség
A település népessége az elmúlt években az alábbi módon változott:
| Lakosok száma | 1492 | 1406 | 1570 | 1538 | 1531 | 1591 | 1585 | 1592 | 1623 | 1642 |
|               | 1970 | 1975 | 2011 | 2012 | 2014 | 2015 | 2017 | 2019 | 2022 | 2023 |